# Ophiarthrum pictum
Ophiarthrum pictum är en ormstjärneart som först beskrevs av Müller och Franz Hermann Troschel 1842.  Ophiarthrum pictum ingår i släktet Ophiarthrum och familjen Ophiocomidae. Inga underarter finns listade i Catalogue of Life.